# 津具
津具（つぐ）は、愛知県北設楽郡設楽町の大字。旧北設楽郡津具村。郵便番号は441-2601（集配局：津具郵便局）。

## 地理

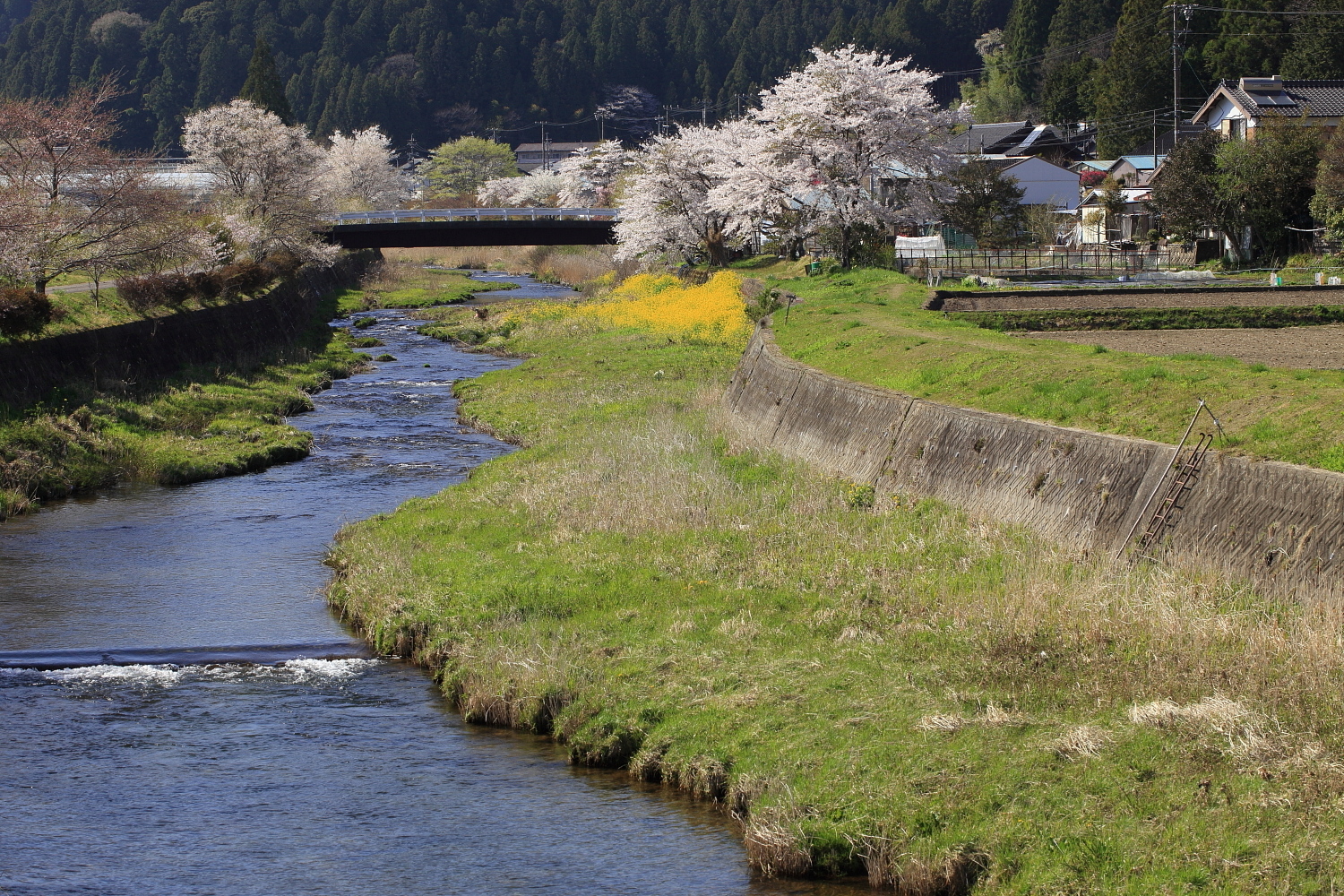
津具川

設楽町北東部に位置する大字である。面積の9割が森林であり、愛知県と長野県の県境に接している。冬は降雪量が多く、気温が低い。
津具村では1971年（昭和46年）に津具高原トマトの産地化が開始された。特産品としては乾燥椎茸やトマトジュースなどがある。
「つぐ高原グリーンパーク」が、平成9年度手づくり郷土賞受賞。

### 河川
- 津具川
  - 中の沢川
  - 洲山川
  - 油戸川
  - 瀬戸川
  - 古町川
    - 井口川
- 鴨山水無川

### 小字
町内に221の小字が設置されているが、丁目は設定されていない。
- 字足田古屋（あしたごや）
- 字蟻越（ありこし）
- 字飯篠島（いいしのじま）
- 字井口坂（いぐちざか）
- 字石神（いしがみ）
- 字稲葉（いなば）
- 字井ノ口（いのくち）
- 字井ノ下（いのした）
- 字疣石（いぼいし）
- 字入ノ洞（いりのほら）
- 字魚止（うおどめ）
- 字牛ケ鼻（うしがはな）
- 字後山（うしろやま）
- 字裏山（うらやま）
- 字永引（えいびき）
- 字老平（おいだいら）
- 字扇平（おうぎだいら）
- 字大入坂（おおいりざか）
- 字大入（おおいり）
- 字大島（おおしま）
- 字大畑（おおはた）
- 字大離山（おおはなれやま）
- 字大矢筈（おおやはず）
- 字奥井口（おくいぐち）
- 字奥大名地（おくだいみょうち）
- 字奥伝（おくでん）
- 字奥泥沢（おくどろさわ）
- 字奥平山（おくひらやま）
- 字落合（おちあい）
- 字踊場（おどりば）
- 字柿平（かきだいら）
- 字柿ノ沢宇連（かきのさわうれ）
- 字柿ノ本（かきのもと）
- 字樫ノ入（かしのいり）
- 字合羽貸（かっぱがし）
- 字金山（かなやま）
- 字鹿ノ子（かのこ）
- 字釜石（かまいし）
- 字上家裏（かみいえうら）
- 字上井口（かみいぐち）
- 字上今屋敷（かみいまやしき）
- 字上大地畑（かみおおじばた）
- 字上折元（かみおりもと）
- 字上木地山（かみきじやま）
- 字上下留（かみくだる）
- 字上甚吾（かみじんご）
- 字上中林（かみなかばやし）
- 字上泙野（かみなぎの）
- 字上古町（かみふるまち）
- 字上町裏（かみまちうら）
- 字上向山（かみむかいやま）
- 字上森古屋（かみもりごや）
- 字売沢（からさわ）
- 字川原（かわら）
- 字桔梗根（ききょうがね）
- 字北大島（きたおおしま）
- 字北向（きたむき）
- 字木戸ケ洞（きどがほら）
- 字行人原（ぎょうにんばら）
- 字霧ケ久保（きりがくぼ）
- 字切畑（きりばた）
- 字熊井戸（くまいど）
- 字鞍船（くらぶね）
- 字郷路（ごうろう）
- 字御器割（ごきわり）
- 字小洞渕（こぼらぶち）
- 字五六上（ごろかみ）
- 字五六（ごろく）
- 字笹形（ささがた）
- 字笹原（ささはら）
- 字三郎峠（さぶろうとうげ）
- 字三七（さんしち）
- 字三本木（さんぼんぎ）
- 字塩田（しおた）
- 字柴山新田（しばやましんでん）
- 字清水島（しみずしま）
- 字下家裏（しもいえうら）
- 字下今屋敷（しもいまやしき）
- 字下大地畑（しもおおじばた）
- 字下折元（しもおりもと）
- 字下川原（しもかわはら）
- 字下木地山（しもきじやま）
- 字下下留（しもくだる）
- 字下古屋（しもごや）
- 字下甚吾（しもじんご）
- 字下中林（しもなかばやし）
- 字下泙野（しもなぎの）
- 字下古町（しもふるまち）
- 字下町裏（しもまちうら）
- 字下向山（しもむかいやま）
- 字下森古屋（しももりごや）
- 字白鳥（しろとり）
- 字新田（しんでん）
- 字新町（しんまち）
- 字菅広（すがひろ）
- 字寿計田（すけだ）
- 字筋山（すじやま）
- 字薄島（すすきじま）
- 字簀ノ子（すのこ）
- 字洲山（すやま）
- 字勢切原（せいきりばら）
- 字瀬沢（せさわ）
- 字空古屋（そらごや）
- 字高笹（たかざさ）
- 字高山（たかやま）
- 字滝ノ沢（たきのさわ）
- 字滝本（たきのもと）
- 字田中原（たなかはら）
- 字団園畑（だんえんばた）
- 字茶臼山（ちゃうすやま）
- 字椿沢（つばきざわ）
- 字寺ノ沢（てらのさわ）
- 字寺屋敷（てらやしき）
- 字天狗棚（てんぐだな）
- 字通沢（とおりさわ）
- 字杤木平（とちのきだいら）
- 字独活洞（どっかつぼら）
- 字殿屋敷（とのやしき）
- 字泥沢（どろさわ）
- 字中家裏（なかいえうら）
- 字中下留（なかくだる）
- 字中口（なかぐち）
- 字中大名地（なかだいみょうじ）
- 字中手向（なかてむき）
- 字中野沢（なかのさわ）
- 字長畑（ながはた）
- 字中林（なかばやし）
- 字中古町（なかふるまち）
- 字中俣（なかまた）
- 字中町裏（なかまちうら）
- 字中山（なかやま）
- 字名倉道（なぐらみち）
- 字梨ケ岳（なしがたけ）
- 字西大桑（にしおおくわ）
- 字西大島（にしおおしま）
- 字西高山（にしたかやま）
- 字西溜渕（にしたまりぶち）
- 字西段戸（にしだんど）
- 字西寺屋敷（にしてらやしき）
- 字西長手（にしながて）
- 字西中林（にしなかばやし）
- 字西ノ窪（にしのくぼ）
- 字西半場（にしはんば）
- 字西丸山（にしまるやま）
- 字西見出（にしみだし）
- 字西山ノ神（にしやまのかみ）
- 字怒三堤（ぬさづつみ）
- 字能知（のうち）
- 字野向（のむかい）
- 字羽織田（はおりだ）
- 字萩垂（はぎたれ）
- 字箱渕（はこぶち）
- 字林ノ入道下（はやしのいりみちした）
- 字林ノ入（はやしのいり）
- 字林ノ上（はやしのかみ）
- 字林道下（はやしみちした）
- 字林（はやし）
- 字原（はら）
- 字半野木島（はんのきじま）
- 字半ノ木（はんのき）
- 字東大桑（ひがしおおくわ）
- 字東滝ノ沢（ひがしたきのさわ）
- 字東溜渕（ひがしたまりぶち）
- 字東段戸（ひがしだんど）
- 字東中川原（ひがしなかがはら）
- 字東長手（ひがしながて）
- 字東半場（ひがしはんば）
- 字東山ノ神（ひがしやまのかみ）
- 字東山（ひがしやま）
- 字桧原山（ひばらやま）
- 字平山（ひらやま）
- 字富貴畑（ふきばた）
- 字藤槇（ふじまき）
- 字二ツ入（ふたついり）
- 字蓋野島（ふたのしま）
- 字麓道下（ふもとみちした）
- 字麓（ふもと）
- 字冬ケ洞（ふゆがほら）
- 字古島田（ふるしまだ）
- 字古高山（ふるたかやま）
- 字文四切山（ぶんしきりやま）
- 字本沢原（ほんさわばら）
- 字本沢（ほんさわ）
- 字本間（ほんま）
- 字前井口（まえいぐち）
- 字前老平（まえおいだいら）
- 字前行人原（まえぎょうにんばら）
- 字前大名地（まえだいみょうち）
- 字前伝（まえでん）
- 字真久（まきゅう）
- 字孫六（まごろく）
- 字町尻（まちじり）
- 字松山口（まつやまぐち）
- 字松山（まつやま）
- 字馬渕（まぶち）
- 字丸潰（まるつぶれ）
- 字丸山（まるやま）
- 字水無（みずなし）
- 字水梨（みずなし）
- 字見出原（みだしはら）
- 字見出（みだし）
- 字南老平（みなみおいだいら）
- 字南大桑（みなみおおくわ）
- 字南大島（みなみおおしま）
- 字南溜渕（みなみたまりぶち）
- 字南平野（みなみひらの）
- 字宮畑（みやばた）
- 字宮前（みやまえ）
- 字向落瀬（むかいおちせ）
- 字向洞（むかいぼら）
- 字向居（むかい）
- 字尤（もつとも）
- 字元朱印（もとしゅいん）
- 字桃窪（もものくぼ）
- 字桃原（ももはら）
- 字森下（もりした）
- 字油戸（ゆど）
- 字湯林（ゆばやし）
- 字弓形（ゆみがた）
- 字用留（ようどめ）
- 字四日口（よっかぐち）

## 歴史
北設楽郡津具村を前身とする。かつては津具金山（津具鉱山）があり、戦国時代には武田信玄が軍用金24万両分の金を得たという。1932年（昭和7年）には津具金山株式会社によって採掘が再開され、1957年（昭和32年）頃まで採掘が行われていた。

## 世帯数と人口
2015年（平成27年）10月1日現在の世帯数と人口は以下の通りである。
| 大字 | 世帯数  | 人口    |
| ---- | ------- | ------- |
| 津具 | 497世帯 | 1,191人 |

### 人口の変遷
国勢調査による人口の推移
| 2005年（平成17年） | 1,474人 | [ 7 ] |  |
| 2010年（平成22年） | 1,334人 | [ 8 ] |  |
| 2015年（平成27年） | 1,191人 | [ 2 ] |  |

## 施設
- 設楽町役場津具総合支所（旧：津具村役場）
- つぐグリーンプラザ
- 設楽町津具民俗資料館

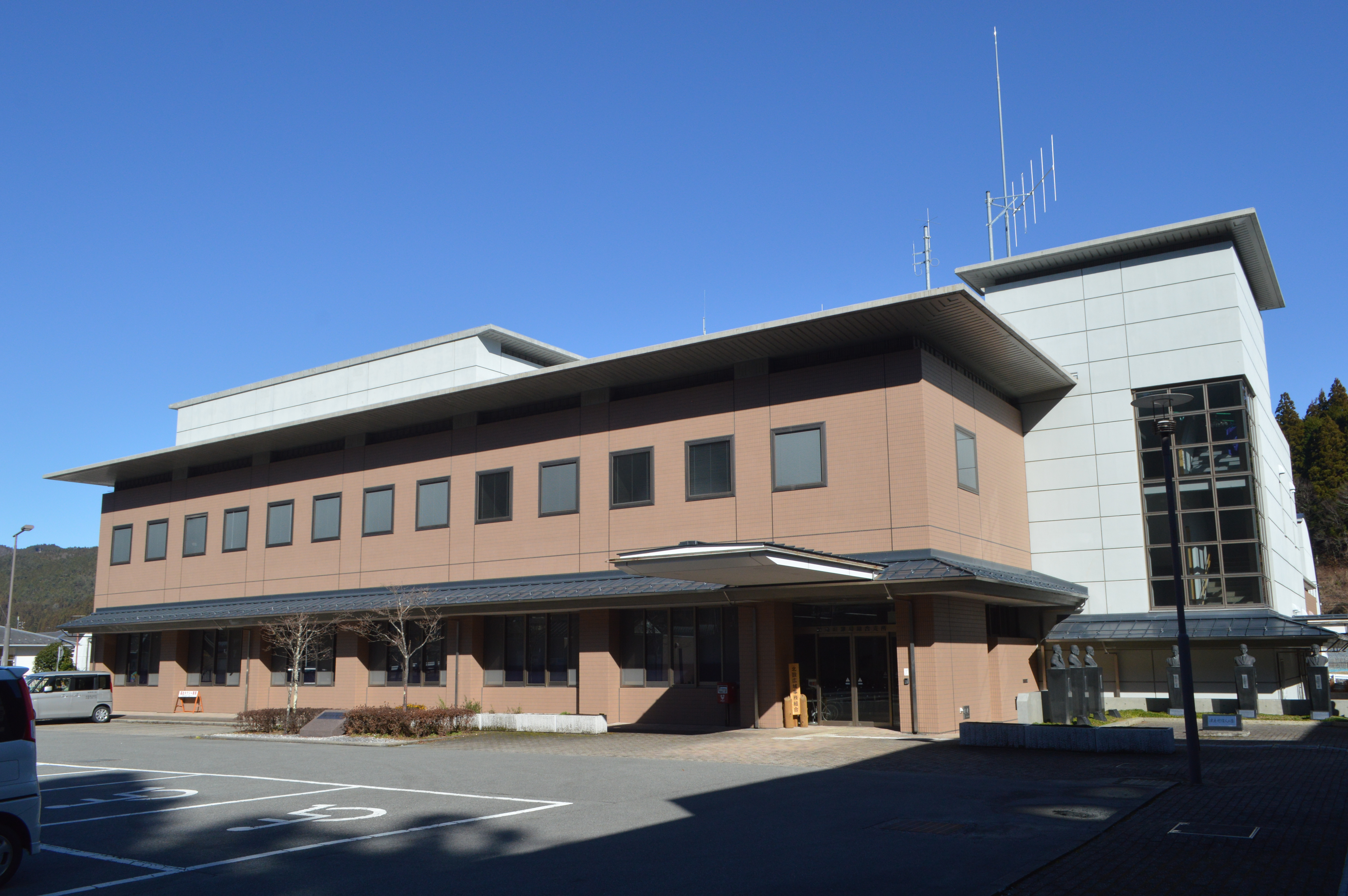
設楽町役場津具総合支所

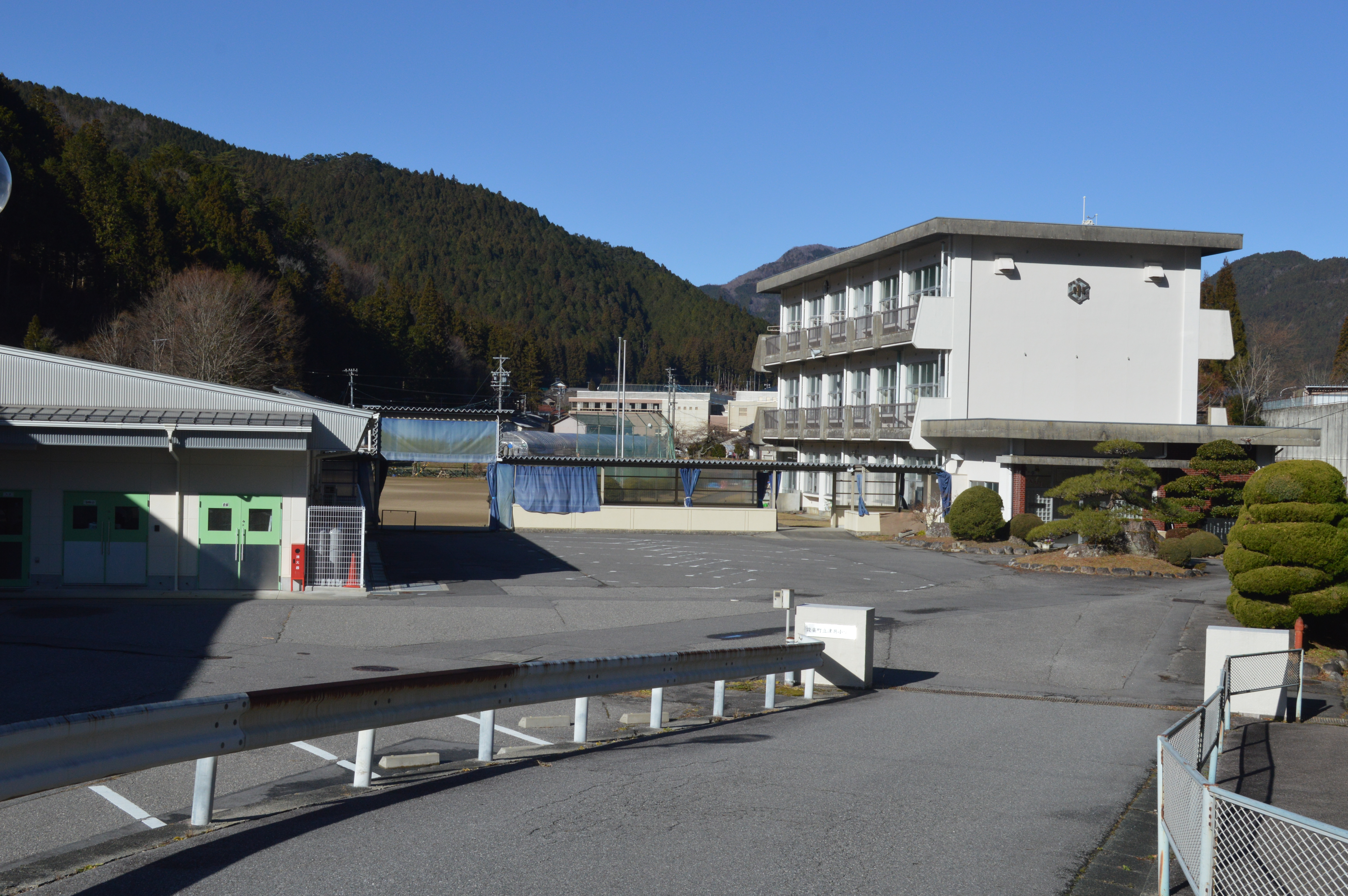
津具村立津具小学校

- 設楽町立津具中学校 - 2024年（令和6年）3月31日閉校
- 設楽町立津具小学校
- 設楽町立津具保育園
- 津具郵便局
- 下津具郵便局
- 北設広域事務組合
- 道の駅つぐ高原グリーンパーク
- 津具八幡宮
- 津具金山信玄坑

## 交通
バス
- おでかけ北設
  - 豊根設楽線
  - 津具線（豊鉄バス運行）

道路
- 愛知県道・長野県道10号設楽根羽線（伊那街道）
- 愛知県道80号東栄稲武線
- 愛知県道507号茶臼山高原設楽線
  - 茶臼山高原道路
    - 折元IC - 面ノ木IC

## 祭事
伝統的祭礼としては、夏には津具盆踊りが、冬には鬼舞で知られる花祭が行われる。